# Esquay-Notre-Dame
Esquay-Notre-Dame és un municipi francès situat al departament de Calvados i a la regió de Normandia. L'any 2007 tenia 1.244 habitants.

## Demografia

### Població
El 2007 la població de fet d'Esquay-Notre-Dame era de 1.244 persones. Hi havia 409 famílies de les quals 45 eren unipersonals (20 homes vivint sols i 25 dones vivint soles), 106 parelles sense fills, 246 parelles amb fills i 12 famílies monoparentals amb fills.
La població ha evolucionat segons el següent gràfic:
Habitants censats

### Habitatges
El 2007 hi havia 432 habitatges, 412 eren l'habitatge principal de la família, 4 eren segones residències i 15 estaven desocupats. 424 eren cases i 8 eren apartaments. Dels 412 habitatges principals, 351 estaven ocupats pels seus propietaris, 58 estaven llogats i ocupats pels llogaters i 3 estaven cedits a títol gratuït; 2 tenien una cambra, 10 en tenien dues, 32 en tenien tres, 95 en tenien quatre i 273 en tenien cinc o més. 360 habitatges disposaven pel capbaix d'una plaça de pàrquing. A 131 habitatges hi havia un automòbil i a 271 n'hi havia dos o més.

### Piràmide de població
La piràmide de població per edats i sexe el 2009 era:
| Homes | Edats   | Dones |
| ----- | ------- | ----- |
| 0     | 95 o +  | 0     |
| 0     | 90 a 94 | 0     |
| 0     | 85 a 89 | 4     |
| 0     | 80 a 84 | 4     |
| 12    | 75 a 79 | 0     |
| 12    | 70 a 74 | 24    |
| 12    | 65 a 69 | 12    |
| 20    | 60 a 64 | 8     |
| 12    | 55 a 59 | 8     |
| 40    | 50 a 54 | 36    |
| 20    | 45 a 49 | 40    |
| 28    | 40 a 44 | 20    |
| 56    | 35 a 39 | 48    |
| 20    | 30 a 34 | 48    |
| 40    | 25 a 29 | 48    |
| 16    | 20 a 24 | 12    |
| 36    | 15 a 19 | 20    |
| 40    | 10 a 14 | 32    |
| 48    | 5 a 9   | 32    |
| 28    | 0 a 4   | 48    |

## Economia
El 2007 la població en edat de treballar era de 828 persones, 673 eren actives i 155 eren inactives. De les 673 persones actives 642 estaven ocupades (337 homes i 305 dones) i 31 estaven aturades (16 homes i 15 dones). De les 155 persones inactives 39 estaven jubilades, 77 estaven estudiant i 39 estaven classificades com a «altres inactius».

### Ingressos
El 2009 a Esquay-Notre-Dame hi havia 450 unitats fiscals que integraven 1.382 persones, la mediana anual d'ingressos fiscals per persona era de 19.087 €.

### Activitats econòmiques
Dels 31 establiments que hi havia el 2007, 1 era d'una empresa de fabricació d'altres productes industrials, 14 d'empreses de construcció, 5 d'empreses de comerç i reparació d'automòbils, 2 d'empreses de transport, 1 d'una empresa d'hostatgeria i restauració, 6 d'empreses de serveis, 1 d'una entitat de l'administració pública i 1 d'una empresa classificada com a «altres activitats de serveis».
Dels 15 establiments de servei als particulars que hi havia el 2009, 6 eren paletes, 3 guixaires pintors, 1 fusteria, 2 lampisteries, 1 electricista, 1 perruqueria i 1 restaurant.
L'any 2000 a Esquay-Notre-Dame hi havia 6 explotacions agrícoles.

## Equipaments sanitaris i escolars
El 2009 hi havia 1 escola maternal i 1 escola elemental.

## Poblacions més properes
El següent diagrama mostra les poblacions més properes.